# Mae-Ruay
Die Mae-Ruay Snack Food Factory (deutsch Mae-Ruay Imbissfabrik) ist ein thailändischer Hersteller von Imbissprodukten. Sein bekanntestes Produkt, Koh-Kae (โก๋แก่, thailändischer Ausdruck für „kecker Mann“), geröstete Erdnüsse in verschiedenen Geschmackssorten, wird in über fünfzig Ländern exportiert und ist in Thailand nach eigenen Angaben die größte Exportware von Imbissprodukten.

## Geschichte
Die Ursprünge des Unternehmens reichen zurück bis 1964, als Chookiat und Jiraphorn Ruayjaroensap begannen, geröstete Erdnüsse in wärmeversiegelten Plastiktüten zu je ein Baht zu verkaufen. Der Umsatz stieg in den darauf folgenden zehn Jahren stetig an. 1976 hatten die Erdnüsse genug Popularität erlangt, dass Chookiat und Jiraphorn einen Geschäftsplan entwerfen konnten, um sie zukünftig professionell auf Masse zu produzieren. Ab 1979 begann das Unternehmen neue Geschmackssorten zu entwickeln, um Abwechslung in die Produktreihe zu bringen. 1998 waren das Honigaroma für Koh-Kae und 1999 ein Reiskuchen, unter dem Markennamen Beary, eingeführt worden.
Die Stellung auf dem thailändischen Markt gefestigt, begann Mae-Ruay sich auf den internationalen Markt zu konzentrieren. Zur Förderung des eigenen Wachstums verteilte Mae-Ruay Agenten in siebzehn, Distributoren in vierzehn weiteren und Händler in fast fünfzig Ländern.

## Produkte

Logo der Produktreihe Koh-Kae

- Koh-Kae (Erdnüsse)
  - Salted Groundnuts
  - Peanuts Coconut
  - Peanuts Noriwasabi
  - Peanuts Chicken
  - Peanuts Shrimp
  - Peanuts Bar B-Q
  - Peanuts Coffee
  - Salted Peanuts
  - Honey Roasted Peanuts
- Beary (Reiskuchen)
  - Classic
  - Spicy
- Ping-Ping (Kartoffelchips)
  - Shrimp
  - Chicken